# アリスティデス・ペレイラ国際空港
アリスティデス・ペレイラ国際空港（Aeroporto Internacional Aristides Pereira）は、カーボベルデのボア・ヴィスタ島にある国際空港。島の中心地であるサル・レイから南東に約5kmの場所に位置する。空港として開港したのは20世紀終わりの頃だったが滑走路が舗装されておらず長らく小規模の空港だった。2007年に2100mの舗装された滑走路を新しく作り、国際空港としての設備を整えた空港となった。空港は当初ラビル空港（Rabil Airport）という名称だったが、2011年11月19日にカーボベルデ初代大統領のアリスティデス・ペレイラの名前を冠する空港名に変更した。
2007年7月に新しく生まれ変わった空港に初めて航空機が飛来した。また10月には13日にTACVが運航許可を得るためのテストフライトをアミルカル・カブラル国際空港から行い、31日に空港として初めてのジェット機となる（ボーイング757-200 [D4-CBG]）をプライア国際空港から就航させた。
2007年12月19日にリビングストーン航空のエアバスA321-200がイタリアのヴェローナから飛来し、これが初の国際便となった。この乗客はカーボベルデ人の「モラベザ」で迎えられた。

## 就航路線
| 航空会社                    | 就航地 |
| --------------------------- | --- |
| ベストフライ・カーボベルデ  | ネルソン・マンデラ国際空港（プライア） |
| ネオス                      | ミラノ・マルペンサ空港（ミラノ）、フィウミチーノ空港（ローマ）、ヴェローナ＝ヴィッラフランカ空港（ヴェローナ）                                                                               |
| TUIエアウェイズ             | ロンドン・ガトウィック空港（ロンドン）、バーミンガム空港（バーミンガム）、マンチェスター空港（マンチェスター）                                                                               |
| TUIフライ・ベルギー         | ブリュッセル空港（ブリュッセル） |
| TUIフライ・ドイッチュラント | デュッセルドルフ空港（デュッセルドルフ）、フランクフルト空港（フランクフルト）、ハノーファー空港（ハノーファー）、ミュンヘン空港（ミュンヘン）、シュトゥットガルト空港（シュトゥットガルト） |
| TUIフライ・ネーデルラント   | アムステルダム・スキポール空港（アムステルダム） |